# Architectes français à l'export
Architectes français à l'export (AFEX),,,, est une association loi de 1901 qui œuvre à la promotion de l'architecture française dans le monde. 
L'association est présidée depuis janvier 2022 par Reda Amalou, architecte fondateur de l'agence AW2 et dirigée par sa secrétaire générale, Madeleine Houbart, depuis avril 1998. 
Depuis sa création, l'AFEX est soutenue par le ministère de la Culture et de la Communication, le ministère de l'Égalité des Territoires et du Logement, le ministère de l'Écologie, du Développement durable et de l'Énergie, le ministère des Affaires étrangères, le ministère de l'Économie, des Finances et de l'Emploi (Ubifrance), et le Conseil national de l'ordre des architectes.

## Action
Cette section ne s'appuie pas, ou pas assez, sur des sources secondaires ou tertiaires indépendantes du sujet.

Pour l'améliorer, ajoutez-en, ou placez des modèles {{Source secondaire souhaitée}} ou {{Source secondaire nécessaire}} sur les passages mal sourcés. (novembre 2022)
L’AFEX regroupe 120 agences d'architecture auxquelles sont associées des bureaux d'études, des urbanistes, des paysagistes, des architectes d’intérieur et des industriels, qui unissent leurs expériences pour promouvoir le savoir-faire français dans le monde.
L'association anime et soutient un réseau de professionnels de l’urbain et de partenaires publics et privés engagés à l’export, publie des guides-export géographiques ou thématiques, fruits des retours d'expériences de ses membres.
Elle organise chaque année des manifestations en France et dans le monde : colloques, expositions, salons, et accompagne les clients étrangers à la recherche d’expertise française en architecture.
L'AFEX organise également des expositions : en 2005, dans le cadre des années croisées « France-Chine, Visions françaises : Ville, Architecture et Développement Durable », au musée d’urbanisme de Pékin et de Shanghai, puis au musée des beaux-arts de Chongqing; en 2007 « La Ville projetée », pour le Pavillon français à la sixième Biennale internationale d'architecture de Sao Paulo au Brésil, puis à Pékin au Musée d'urbanisme et à la Cité interdite de Shenyang.
Elle diffuse régulièrement à ses membres des informations sur les appels d'offres internationaux fournies par son partenaire Ubifrance, avec lequel elle organise deux fois par an des colloques de présentation des professionnels français dans les pays étrangers. Avec une vingtaine de ses adhérents, l'AFEX est aussi chaque année présente au MIPIM.
Elle intervient régulièrement dans des écoles d'architecture pour familiariser les étudiants en fin d'études aux questions de l'export.
Elle est associée au regroupement des professionnels français de la ville durable, sous la marque Vivapolis à l'initiative du ministère du Commerce extérieur.
En 2008 l'AFEX organise sa première rencontre entre architecte et écrivains sur le thème « Architecture et Littérature ».
Depuis 2010, l'AFEX décerne tous les deux ans, à l'occasion de la Biennale d'Architecture de Venise, le Grand Prix AFEX de l'architecture française dans le monde qui distingue une réalisation d'un architecte français à l'étranger. Il a été décerné en 2010 à Dominique Perrault pour l'université féminine Ewha à Séoul en Corée du Sud. En 2012, c'est le lycée français Jean-Mermoz de Dakar, de l'agence Terre Neuve et Adam Yedid qui a été distingué. Le Grand Prix 2010 a donné lieu à l’exposition « Ailleurs, architectures françaises dans le monde » présentée à Venise, à Paris à la Cité de l’architecture et du patrimoine, Bordeaux, Athènes et Ahmedabad en Inde. L’édition 2012 a été présentée à la Cité de l’architecture et du patrimoine. En 2014, le Grand Prix est décerné à Christian de Portzamparc pour la Cidade das Artes à Rio de Janeiro (Brésil) et un Prix spécial du jury est décerné à Paul Andreu pour l'ensemble de son œuvre en Chine. En 2016, le Grand Prix est décerné à Dan Dorell (d), Lina Ghotmeh et Tsuyoshi Tane - DGT (Dorell Ghotmeh Tane / Architects (d)) pour le Musée national estonien à Tartu (Estonie). Le Grand Prix AFEX 2020 a été décerné à l’agence Architecture-Studio pour l’immeuble Summers à Buenos Aires en Argentine. Le projet de l’Atelier Tanka de campus scolaire dans la vallée du Zanskar en Inde a également été distingué par un Prix spécial du Jury.
En 2021, c'est l'agence ATTA (Atelier Tsuyoshi Tane Architects) qui reçoit le Grand Prix Afex 2021pour le Musée d'art contemporain de Hirosaki (d), au Japon. Pour l'ensemble de son œuvre, Christian de Portzamparc a reçu le prix spécial du jury. Une cérémonie de remise des prix a été organisée à Venise, au Teatrino du Palazzo Grassi en Mai 2021.

## Histoire
L'AFEX trouve son origine en 1996, alors que Florence Contenay anime, à la direction de l'architecture et de l'urbanisme du Ministère de l'Equipement, le groupe de travail interministériel "Architecture et Exportation". Les architectes français, bien que jouissant d'une forte notoriété internationale, ne réalisent alors que 2 % de leur chiffre d'affaires à l'export. Un petit groupe d'architectes autour de Jean-Marie Charpentier, Michel Douat, Jean Robert Mazaud, Thierry Melot, Hervé Nourissat, Gérard Pierre, Martin Robain, Jean-Paul Viguier et Alain Vivier (président de la MAF), décide de s'organiser pour améliorer la présence des architectes français dans le monde.
L'AFEX est créée le 16 février 1996. Elle reçoit d'emblée le soutien de François Barré, qui vient d'être nommé Directeur de l'Architecture au ministère de la Culture lors du transfert de tutelle de l'architecture du ministère de l’Équipement à celui de la Culture. L'ordre des architectes appuie également sa création.
Les précédents présidents ont été, de 2012 à 2022 François  Roux, des Ateliers 234, de 2010 à 2012 Francis Nordemann de l'Atelier Monce-Nordemann; de 2008 à 2010 Laurent-Marc Fischer, d'Architecture-Studio; de 2002 à 2008 Thomas Richez, agence Richez_associés; de 1999 à 2002 Jean Robert Mazaud de l'Agence S’pace; de 1997 à 1998 Jean-Paul Viguier de l'agence Jean-Paul Viguier et associés et de 1996 à 1997 Hervé Nourissat.

## Lauréats du Grand Prix Afex
La dernière édition du grand prix (2021) a été décernée à l'atelier Tsuyoshi Tane pour le Musée d'art contemporain de Hirosaki (d) (Japon). Christian de Portzamparc a reçu le prix spécial du jury pour l’ensemble de son œuvre à l’export.

## Ouvrages
- 2019 : Construire en Inde, par Aude Carpentier, AFEX, Paris, septembre 2019, 83 p.
- 2016 : Ailleurs / Outwards, Architectes français à l'export, 50 architectures françaises dans le monde, par Frédéric Lenne, aux éditions Dominique Carré, ouvrage bilingue français - anglais, préface Audrey Azoulay, Paris 2016, 215 p, 35€, ouvrage publié à l'occasion des 20 ans de l'AFEX accompagnant la grande exposition présentée au Palais Royal à l'automne 2016 et son itinérance internationale (Cameroun, Tanzanie, Vietnam, etc.)
- 2013 : Penser la ville durable, l'approche française, AFEX, Paris, 2013, 72 p. ; version anglaise The French Approach to the Sustainable City, AFEX, Paris, 2013, 70 p. ; version chinoise 展望 城市 可持续性 法国式绿色城市主义, AFEX, Paris, 2013, 70 p.
- 2011 : Contrats Export : Négocier et bâtir en dix points, en collaboration avec le cabinet Michel Huet & Bellenger, Blandin avocats, AFEX, Paris, mai 2011, 130 p.  (ISBN 978-2-281-19509-5)
- 2010 : Construire en Chine 2, par Stéphane Lutard, AFEX, Paris, janvier 2010, 144 p.  (ISBN 978-2-279-67010-8)
- 2009 : Construire pour un développement durable, préfaces de Christine Albanel et Jean-Louis Borloo, AFEX, Paris, janvier 2009, 160 p.  (ISBN 978-2-279-67009-2)
- 2006 : Construire au Moyen-Orient, par Stéphane Lutard, AFEX, Paris, novembre 2006, 144 p.  (ISBN 978-2-279-67007-8)
- 2005 : Construire en Chine, par Stéphane Lutard, Préf. Ann-José Arlot, AFEX, Paris, juin 2005, 110 p.  (ISBN 978-2-279-67006-1)
- 1999 : Vade-mecum de l'architecte exportateur, par François Leyrat, AFEX-CFCE, Paris, mars 1999, 156 p.  (ISBN 2-279-60010-2)